# Metropolitano de Daegu
O Metrô de Daegu é um metropolitano que serve a cidade de Daegu, na Coreia do Sul.

## História
As primeiras operações deste metrô começaram em novembro de 1997, com o trajeto de funcionamento da estação Jincheon até Jungangno, da linha 1. Mas logo foi estendida de Jungangno até a estação Aswin em maio de 1998. Mais adiante ocorreu outra extensão, da estação Jincheon até a Daegok em maio de 2002. Em 18 de fevereiro de 2003 um incêndio criminoso na estação Jungangno matou 198 pessoas e deixou 147 feridos.
A linha 2 começou a funcionar, entre as estações Munyang à Sawol, em outubro de 2005.

## Linhas
O metrô conta com duas linhas, cada uma com as seguintes estações:

### Linha 1
- Daegok
- Jincheon
- Wolbae
- Sangin
- Wolchon
- Songhyeon
- Seongdangmot
- Daemyeong
- Anjirang
- Hyeonchungno
- Hospital Universitario Yeungnam
- Universidade Nacional de Educação
- Myeongdeok
- Banwoldang (Estação de combinação com a linha 2).
- Jungangno
- Daegu
- Chilseong
- Sincheon
- Estação Dongdaegu
- Keungogae
- Ayanggyo
- Dongchon
- Haean
- Bangchon
- Yonggye
- Yulha
- Singi
- Banyawol
- Gaksan
- Ansim

### Linha 2
- Munyang
- Dasa
- Daesil
- Gangchang
- Universidad Keimyung
- Complexo industrial Songseo
- Igok
- Yongsan
- Jukjeon
- Gamsam
- Duryu
- Naedang
- Bangogae
- Mercado seomun
- Banwoldang (Estação de combinação com a Linha 1)
- Kyungpuk
- Banco Daegu
- Beomeo
- Oficina Suseongu
- Manchon
- Damti
- Yeonho
- Gran parque infantil Daegu
- Gosan
- Sinmae
- Sawol